# Моригути
Моригу́ти (яп. 守口市 Моригути-си) — город в Японии, находящийся в префектуре Осака. Площадь города составляет 12,73 км², население — 144 410 человек (1 августа 2014), плотность населения — 11 344,07 чел./км².

## Географическое положение
Город расположен на острове Хонсю в префектуре Осака региона Кинки. С ним граничат города Осака, Кадома, Неягава, Сеццу.

## Население
Население города составляет 144 410 человек (1 августа 2014), а плотность — 11 344,07 чел./км². Изменение численности населения с 1980 по 2005 годы:
| 1980 | 165 630 чел. |  |
| 1985 | 159 400 чел. |  |
| 1990 | 157 372 чел. |  |
| 1995 | 157 306 чел. |  |
| 2000 | 152 298 чел. |  |
| 2005 | 147 465 чел. |  |

## Символика
Деревом города считается камфорное дерево, цветком — Rhododendron indicum.